# Castell de Cabrera (Alt Empordà)
El castell de Cabrera és una fortificació medieval de l'antic comtat de Besalú, al nord-est del terme municipal de Maçanet de Cabrenys, prop del límit amb el de la Vajol (Alt Empordà), a l'extrem oriental del massís de les Salines. Les ruïnes són damunt d'un escarpat penyal granític, de forma cònica, conegut com la roca de Cabrera (852,4 m), que domina les valls immediates i que ofereix visibilitat sobre una gran part de l'Alt Empordà i l'Alta Garrotxa.

## Accés
El millor accés és des del poble de la Vajol, que cal passar de llarg en direcció al coll de Manrella. Tot seguit de la masia de Can Barris es pren, sempre a mà esquerra, la pista forestal que porta, a peu o en vehicles preparats, cap al coll de Lli (1 km) i al santuari de la Mare de Déu de les Salines (4,5 km). El castell és a poc més d'un km a l'oest del coll de Lli, als vessants meridionals del puig del Faig, que fa de fita fronterera, i a l'extrem d'una cinglera coneguda com a cingles del Castell que segueix la direcció SE. S'hi arriba per un corriol que es desvia del camí principal —un camí de bast i ramader antigament molt transitat, que comunicava la vall de Maçanet i el Vallespir— a l'altura del coll de la Gàbia, on a l'època medieval els condemnats eren exposats a l'escarni públic.
Des de Maçanet de Cabrenys s'hi pot arribar a partir de la pista que porta al santuari de les Salines, molt més llarga, més costeruda i, igualment, només transitable amb mitjans preparats o a peu.

## Història
La roca de Cabrera és esmentada per primera vegada a la documentació conservada l'any 1003, fent de fita dels béns que posseïa a la zona el monestir de Sant Pere de Camprodon. Per l'error d'un erudit es divulgà la idea errònia que el castell hi fou construït pels templers. La veritat és que en les últimes dècades del segle xi ja és segur que existia un castell sobre la roca. És esmentat per primera vegada en el jurament de fidelitat fet al comte Bernat II de Besalú després de l'any 1070 pels seus vassalls, que es conserva registrat al Liber feudorum maior. Entre els vassalls del comte compareix Guillem Bernat, fill d'Arsendis, que jurà pel castell de Cabrera i tot el seu terme, i també per molts altres castells a la regió, entre els quals el de Serrallonga o Cabrenys.
Durant el segle xiii el castell de Cabrera i el seu terme, amb el lloc de Maçanet, pertanyien als Hortal (que més tard es cognomenaren Cabrera) com a feudataris dels Serrallonga, senyors de la baronia de Cabrenys (i per això també cognomenats Cabrenys o Cabrenç). El 1221 Beatriu d'Hortal testà favor del seu marit Pere d'Orriols. Cap al 1260 era senyor del castell un Mascarós d'Hortal, que el 1271 sol·licità llicència al bisbe de Girona per construir el santuari de les Salines, que el 1275, juntament amb la seva esposa Ermessenda de Cabrera, dotaren amb béns a la muntanya i a prop del castell. El seu successor es feu anomenar Arnau de Cabrera i també Arnau de Maçanet, amb el nom del poble on segurament ja preferien residir els senyors. En aquest temps, segons el testimoni de les Gesta comitum Barcinonensium, el castell de Cabrera, igual com altres de l'Empordà, fou pres i saquejat pels francesos el 1288, durant la invasió de l'Empordà per Jaume II de Mallorca poc posterior a la croada contra la Corona d'Aragó.
El 1313 la baronia de Cabrenys, amb totes les seves pertinences a banda i banda de la muntanya de les Salines, va ser heretada per Beatriu de Serrallonga, casada aquell any amb el vescomte Dalmau VII de Rocabertí, i així va passar a domini dels Rocabertí. Arnau de Cabrera va morir el 1328 i fou heretat pel seu germà Simó de Cabrera, que el 1330 va vendre la possessió directa del castell de Cabrera i de Maçanet a la seva senyora eminent, Beatriu de Serrallonga. El 1337 Beatriu feu reconstruir les muralles i les teulades de la fortalesa de la roca, segurament encara afectades pel pas dels francesos, la guarnició de la qual era integrada pels homes de Maçanet.

Armes heràldiques dels Rocabertí

Morta Beatriu de Serrallonga (1344), els dominis de Cabrenys van ser heretats pel seu fill menor, Guillem Galceran de Rocabertí i de Serrallonga (mort vers el 1385), que el 1357 va adquirir del rei la plena jurisdicció sobre Maçanet i el 1365 va fer reparar les murales del castell de Cabrera. Amb ell es va iniciar la línia secundària dels Rocabertí de Cabrenys del llinatge dels Rocabertí, que posseïria la baronia fins que es va extingir el 1589. El 1420 consta un llegat de Joana d'Avinyó, senyora de les Illes, per a la capella del castell de Cabrera, que tenia l'advocació de sant Miquel.
El 1462, durant la Guerra Civil Catalana, fou novament ocupat pels francesos, que hi establiren una guarnició de 15 homes comandats pel capità Martin Durcayo. El 1468 el lloctinent de Catalunya Joan de Lorena confiscà la baronia a Dalmau de Rocabertí de Cabrenys, partidari de Joan II, i la donà a Arnau de Foixà, que havia estat desposseït de la seva senyoria d'Albons per Joan II. Recuperada pels Rocabertí a l'acabament del conflicte civil, el 1497 Pere de Rocabertí encara mantenia una petita guarnició al castell de Cabrera, comandada per un cert Jaume Olivet com a castlà.
A partir de finals del segle xv deixà de tenir utilitat militar, fou abandonat i al segle xvii ja estava enrunat. Les seves restes serviren de refugi a bandolers i desertors i a principis del segle xx hi havia un cobert per al bestiar que pasturava per la muntanya.
El 1589 la baronia de Cabrenys passà per matrimoni als Peguera, però sembla que ja no hi posseïen la jurisdicció, que almenys des de 1588 tornava a ser del rei. El 1624 la baronia era dels Sorribes i el 1644 va passar als Ros. El 1689 Josepa de Sorribes i Francesc de Ros, son espòs, van vendre Maçanet de Cabrenys i el seu terme al monestir de Sant Daniel de Girona, que ho posseí fins a l'extinció de l'Antic Règim.
Des de la desamortització, el castell de Cabrera és de propietat privada i pertany al mas Vinyes de Maçanet.

## Arquitectura
El castell de Cabrera només era (i és) accessible pel costat nord; els altres es van construir arran d'un precipici que a migdia fa uns 65 m verticals. En resten tan sols murs o vestigis de murs de molt poca alçada. Era un castell reduït, d'uns 290 m², amb una planta aproximadament rectangular adaptada a les irregularitats del terreny del cim de la roca de Cabrera, que ocupava totalment.
La muralla exterior fa uns 75 m de perímetre i inclou dos recintes. El mur nord, el més exposat, fa uns 19 m de llargada i 2 m de gruix, i es conserva fins als 2,5 m d'alçada. A llevant fa un angle que protegeix la porta d'accés, d'uns 1,8 m d'amplada, oberta en aquest punt. A l'angle sud-oest de la muralla hi ha una torre, de planta aproximadament quadrangular, que contenia la cisterna i que s'ha conservat fins a uns 4,5 m d'alçada tot i arrencar d'un nivell més baix de l'espadat. L'angle SE d'aquesta torre, que havia estat remolinada per l'exterior, ha estat malmès per un llamp. La cisterna del seu interior, d'uns 18.000 l de capacitat, conserva l'arrebossat i l'arrencada de la volta. El mur de llevant, d'uns 16 m de llargada, es conserva fins als 3 m d'alçada; és fet amb carreus afilerats i acaba sobre una penya estreta amb un esperó sortint, probablement una talaia. Sota aquest mur, a uns 10 m cap al sud-est hi ha rastres d'un possible tercer recinte fortificat o bé parapets exteriors. El mur de ponent, d'uns 10 m de llargada, conserva només els fonaments. Del mur meridional no n'hi ha a penes restes.
L'interior del castell s'estructura en dos recintes a nivells diferents, facilitats pel relleu, que hi fou replanat. L'inferior ocupa tot el costat de llevant del castell; és estret i allargat, i al seu extrem septentrional s'obre la porta d'accés a la fortalesa. Devia contenir el cos de guàrdia i estava aïllat del recinte superior per un mur, del que queden escasses restes. Comunicava amb el primer recinte per una portella situada a l'angle SO, que s'obria sobre una escala tallada a la roca. El recinte superior, molt és ampli, té planta lleugerament rectangular, i contenia la torre de l'homenatge, la capella i altres estances. La torre, també de planta rectangular (d'uns 4,30 m de llargada per 3,60 m d'amplada a l'exterior), està adossada al mur septentrional, que reforçava, i al punt més elevat de la fortalesa. Adossades al mur de ponent sembla que hi havia tres estances, de les quals a penes queden els fonaments. La capella, si no era a la torre, devia ocupar alguna d'aquestes estances, però no en queden restes identificables.
L'aparell constructiu és de pedres de granit de la zona, poc o gens treballades, col·locades en fileres irregulars i de forma més o menys inclinada, però sense arribar a formar espiga, que estan unides amb morter de calç. Sembla datable en els segles X o xi. En algun sector es veuen petits carreus més ben escairats i en fileres més regulars, segurament obra de refaccions més tardanes.

## Llegendari
Sobre la construcció d'aquest castell s'ha transmès una bella llegenda, que, potser per les dificultats del lloc, atribueix a la intervenció del diable. Conta que en una època reculada hi havia dos germans moros, molt pobres però molt ambiciosos, que invocaren el dimoni perquè els ajudés. Satanàs hi accedí, però amb la condició que quan un d'ells morís, l'altre també moriria. S'hi avingueren i el dimoni els indicà que a la roca de Cabrera trobarien un gran tresor i, amb la seva ajuda, hi podrien bastir un castell. Trobaren el tresor i començaren a edificar el castell, però un dels sarraïns, temptat per l'enveja i la cobdícia, va començar a pensar que si el germà desapareixia, ell seria l'únic amo del tresor i del castell. Va deixar fluixa una bastida i el germà va caure per l'estimball. Tot seguit, va carregar el tresor en una gran caixa i va fugir a cavall, però el dimoni va entrar a la caixa i hi va fer un forat al fons, per on llançava les monedes sense que el moro se n'adonés i que convertí en pedres. El mal germà va morir del disgust de tornar-se a veure pobre. Diu que és per això que per aquella contrada hi ha tantes pedres arrodonides i planes, que la gent coneix com «pedres del diable». En realitat, són fòssils nummulits, que en altres llocs anomenen «dinerets de sant Pau», «ulls de santa Llúcia» o «pedretes de la Mare de Déu». Aquesta llegenda fou recollida per Joan Amades d'un cert Joan de les Vaques, rossellonès, el 1917.
Una altra llegenda pretén explicar la ruïna del castell i, literalment de retop, l'origen de Maçanet de Cabrenys. Conta que el gegant Rotllà, havent acabat d'expulsar els sarraïns del Pirineu, va decidir desfer-se de la barra o maça de ferro que emprava com a arma. Ja està massa net —exclamà— i la va llançar amb força sobrehumana des de la torre del castell de Cabrenys (o, en altres versions, des del pont de Ceret), tot recitant allà on la meva maça [o vara] caurà, Maçanet de Cabrenys es dirà [o serà]. La maça va rebotar tan violentament sobre la roca de Cabrera que hi va destruir el castell i va caure allà on ara hi ha la plaça major del poble de Maçanet, i on encara es conserva ben dreta la Maça d'en Rotllà.
Es diu també que les bruixes sortien cada divendres de la Vajol i anaven volant fins a Ceret, tot cantant aquesta tonada: "Al castell de Cabrera | cada dia toca el sol | per assolellar les banyes | dels cornuts de la Vajol. | Al castell de Cabrera | el sol hi toca matinet | per assolellar les banyes | dels cornuts de Maçanet".
El castell de Cabrera va inspirar a Carles Bosch de la Trinxeria el poema La mort tràgica y sorprenent de Mossèn Pere Roquer, rector del poble de Cabrera (1884).

## Protecció
El castell de Cabrera va ser protegit pel govern franquista com a patrimoni històric de 1949, confirmat el 1988. Com tots els castells de Catalunya, és catalogat com a bé cultural d'interès nacional als efectes de la llei del Patrimoni Cultural català de 1993.